# Țipătul bufniței (film din 2009)
Țipătul bufniței este un film britanico-canadiano-francezo-german-american din 2009 regizat de Jamie Thraves.
Scenariul filmului se bazează pe romanul cu același nume scris în 1982 de Patricia Highsmith și este a treia ecranizare a acestuia.

## Distribuția
- Paddy Considine ... Robert Forrester
- Julia Stiles ... Jenny Thierolf
- Karl Pruner ... Mr. Jaffe
- Phillip MacKenzie ... Lavigne Client
- Gord Rand ... Jack Neilson

## Legături externe
- The Cry of the Owl la Internet Movie Database
- The Cry of the Owl la rottentomatoes.com